# Лондонская психогеографическая ассоциация
Лондонская психогеографическая ассоциация (англ. London Psychogeographical Association, LPA), иногда называемая Лондонским психогеографическим комитетом (англ. London Psychogeographical Committee) — организация, занимающаяся психогеографией. LPA, пожалуй, лучше всего понимать в контексте психогеографической практики.

## Лондонский психогеографический институт
Впервые LPA была упомянута в 1957 году британским художником Ральфом Рамни как одним из организаторов «Первой выставки психогеографии» в Брюсселе, на которой были представлены его работы. Согласно многим источникам, группа в конечном итоге вошла в Ситуационистский интернационал. Рамни фактически был единственным членом «Ассоциации».

## Секция LPA вВосточном Лондоне
В 1990-х годах LPA была переименована в Секцию LPA в Восточном Лондоне (англ. LPA East London Section) Фабианом Томпсеттом, под псевдонимом Ричард Эссекс, который опубликовал серию информационных бюллетеней и брошюр под своим именем, а также авторами, сгруппированными вокруг имени «Лютер Блиссетт», включая Стюарта Хоума. Деятельность ELS также включала поездки в места, представляющие психогеографический интерес, и организацию трехсторонних футбольных матчей.
Эта версия LPA была описана писателем Иэном Синклером, чьи работы часто называют психогеографическими и полезными для «брендирования» такого рода практики.
В 1994 году Барри Хагилл написал статью для The Observer, посвященную LPA. Он описал их идеи как «настолько капризные, что упоминание имени мистера Акройда на одном дыхании равносильно судебному иску». Однако он также заявляет, что «психогеографы опасаются, что в 2000 году может быть предпринята попытка увековечить патриархат посредством ритуального убийства высокопоставленного члена королевской семьи».
Работа Лютера Блиссетта, Стюарта Хоума и других психогеографических групп, как говорят, включает в себя выпуск многочисленных листовок и писем под различными псевдонимами, как личными, так и организационными, а также описание взаимодействий, включая сотрудничество и вражду, между этими и другими реальными людьми и группами (например, между Лютером Блиссеттом и параполитическим исследователем Ларри О'Харой).
Последний информационный бюллетень LPA был выпущен примерно в 2000 году.